# Pseudonapomyza trilobata
Pseudonapomyza trilobata este o specie de muște din genul Pseudonapomyza, familia Agromyzidae, descrisă de Mitsuhiro Sasakawa în anul 1963. Conform Catalogue of Life specia Pseudonapomyza trilobata nu are subspecii cunoscute.